# Cybaeus septatus
Cybaeus septatus är en spindelart som beskrevs av Chamberlin och Ivie 1942. Cybaeus septatus ingår i släktet Cybaeus och familjen vattenspindlar. Inga underarter finns listade i Catalogue of Life.